# John R. Buck

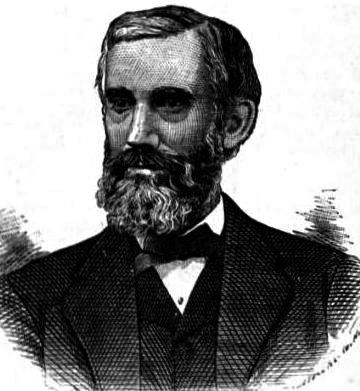
John R. Buck

John Ransom Buck (* 6. Dezember 1835 in Glastonbury, Connecticut; † 6. Februar 1917 in Hartford, Connecticut) war ein US-amerikanischer Politiker. Zwischen 1881 und 1883 sowie von 1885 bis 1887 vertrat er den ersten Wahlbezirk des Bundesstaates Connecticut im US-Repräsentantenhaus.

## Leben
John Buck besuchte die öffentlichen Schulen seiner Heimat und danach die Wilbraham Academy in Massachusetts sowie die Wesleyan University in Middletown. Anschließend arbeitete er selbst für einige Zeit als Lehrer. Nach einem Jurastudium und seiner im Jahr 1862 erfolgten Zulassung als Rechtsanwalt begann er in Hartford in seinem neuen Beruf zu praktizieren. Zwischen 1864 und 1865 war er bei der Verwaltung des Repräsentantenhauses von Connecticut angestellt; ein Jahr später war er in der Verwaltung des Staatssenats tätig. Im Jahr 1868 war er Vorsitzender des Stadtrats von Hartford. Zwischen 1871 und 1873 war er juristischer Vertreter und von 1873 bis 1881 Kämmerer dieser Stadt.
Buck war Mitglied der Republikanischen Partei. Von 1880 bis 1881 war er Staatssenator. Bei den Kongresswahlen des Jahres 1880 wurde er im ersten Distrikt von Connecticut in das US-Repräsentantenhaus in Washington, D.C. gewählt, wo er am 4. März 1881 die Nachfolge von Joseph R. Hawley antrat. Da er bei den Wahlen des Jahres 1882 dem Demokraten William W. Eaton unterlag, konnte er bis zum 3. März 1883 zunächst nur eine Legislaturperiode im Kongress absolvieren. Zwei Jahre später konnte John Buck bei den Kongresswahlen seinen alten Sitz im Kongress zurückgewinnen und am 4. März 1885 Eaton wieder ablösen. Bis zum 3. März 1887 verblieb er eine weitere Legislaturperiode im US-Repräsentantenhaus. Im Jahr 1886 verlor er gegen den Demokraten Robert J. Vance.
Nach seinem Ausscheiden aus dem Kongress zog sich John Buck aus der Politik zurück. Er arbeitete wieder als Anwalt in Hartford, wo er im Februar 1917 verstarb.